# Myers
Myers ist ein im gesamten englischen Sprachraum vorkommender Familienname.

## Herkunft und Bedeutung
Myers ist patronymisch von Mayer als berufsbezogenem Namen eines Bürgermeisters bzw. Amtsmanns (engl. mayor, über mittelenglisch mair) abgeleitet.

## Namensträger

### A
- A. J. Myers, US-amerikanischer Pokerspieler
- Abbie Myers (* 1994), australische Tennisspielerin
- Alan Myers (1955–2013), US-amerikanischer Schlagzeuger
- Alvinus Myers (* 1996), lucianischer Fußballspieler
- Amina Claudine Myers (* 1943), US-amerikanische Jazzmusikerin
- Amos Myers (1824–1893), US-amerikanischer Politiker
- Amy Myers (* 1938), englische Lektorin und Schriftstellerin
- Andy Myers (* 1973), englischer Fußballspieler
- Arthur Myers (Politiker) (1868–1926), neuseeländischer Politiker
- Arthur Thomas Myers (1851–1894), englischer Arzt, Tennis- und Cricketspieler
- Arthur Wallis Myers (1878–1939), englischer Tennisspieler und Sportjournalist

### B
- Benjamin Myers (* 1976), britischer Schriftsteller und Journalist
- Billie Myers (* 1971), britische Musikerin
- Brett Myers (* 1980), US-amerikanischer Baseballspieler
- Brian Myers (Basketballspieler) (* 1974), US-amerikanischer Basketballspieler
- Brian Reynolds Myers (* 1963), US-amerikanischer Journalist und Hochschullehrer
- Buddy Myers (1906–1967), US-amerikanischer Tontechniker
- Bumps Myers (1912–1968), US-amerikanischer Saxophonist

### C
- Carmel Myers (1899–1980), US-amerikanische Schauspielerin
- Carlton Myers (* 1971), italienischer Basketballspieler
- Carol Myers-Scotton (* 1934), amerikanische Sprachwissenschaftlerin
- Charles Andrew Myers (1913–2000), US-amerikanischer Wirtschaftswissenschaftler
- Charles G. Myers (1810–1881), US-amerikanischer Jurist und Politiker
- Charles Samuel Myers (1873–1946), britischer Psychologe
- Charles W. Myers (1936–2018), US-amerikanischer Herpetologe
- Charlie Myers (* 1997), britischer Stabhochspringer
- Curley Myers († 2013), US-amerikanischer Country-Sänger und Entertainer

### D
- David Myers (Kameramann) (1914–2004), US-amerikanischer Kameramann
- David Myers (Schachspieler), US-amerikanischer Schachspieler
- David Myers (1926–2001), US-amerikanischer Bluesmusiker, siehe Dave Myers
- David F. Myers  (1938–2011), US-amerikanischer Politiker
- David G. Myers  (* 1942), US-amerikanischer Psychologe und Autor
- David Lee Myers (* 1949), US-amerikanischer Musiker
- Dee Dee Myers (* 1961), US-amerikanische Pressesprecherin
- Dwight Errington Myers, eigentlicher Name von Heavy D (1967–2011), US-amerikanischer Rapper

### E
- Edmund Charles Wolf Myers (1906–1997), britischer General
- Edwin Myers (1896–1978), US-amerikanischer Leichtathlet
- Eleanor Emlen Myers (1925–1996), US-amerikanische Prähistorikerin
- Emma Myers (* 2002), US-amerikanische Schauspielerin
- Ernest Wilson Myers (1906–1992), US-amerikanischer Jazzmusiker
- Eugene Myers (* 1953), US-amerikanischer Informatiker

### F
- Forrest Myers (* 1941), US-amerikanischer Bildhauer
- Francis J. Myers (1901–1956), US-amerikanischer Politiker
- Francis Kerschner Myers (1874–1940), US-amerikanischer Jurist
- Frederic W. H. Myers (1843–1901), britischer Dichter, Kritiker und Essayist

### G
- Garry Cleveland Myers (1884–1971), US-amerikanischer Psychologe
- Gary Myers (Schauspieler) (* 1941), australischer Schauspieler
- Gary Myers (Rennfahrer) (* 1950), US-amerikanischer Automobilrennfahrer
- Gary Myers (Schriftsteller) (* 1952), US-amerikanischer Schriftsteller
- Gary A. Myers (1937–2020), US-amerikanischer Politiker
- George S. Myers (1881–1940), US-amerikanischer Politiker
- George Sprague Myers (1905–1985), US-amerikanischer Zoologe
- Gustavus Myers (1872–1942), US-amerikanischer Journalist und Wirtschaftshistoriker

### H
- H. Clay Myers (1927–2004), US-amerikanischer Politiker
- Hardy Myers (1939–2016), US-amerikanischer Politiker
- Harry Myers (1882–1938), US-amerikanischer Schauspieler und Regisseur
- Henry Myers (Drehbuchautor) (1893–1975), US-amerikanischer Drehbuchautor
- Henry Clay Myers (1927–2004), US-amerikanischer Politiker, siehe H. Clay Myers
- Henry L. Myers (1862–1943), US-amerikanischer Politiker
- Henry L. Myers (1862–1943), US-amerikanischer Politiker
- Howard L. Myers (1930–1971), US-amerikanischer Schriftsteller
- Hugh Myers (1930–2008), US-amerikanischer Schachspieler
- Hy Myers (1889–1965), US-amerikanischer Baseballspieler

### J
- Jack Myers (Biologe) (1913–2006), US-amerikanischer Biologe
- Jack Myers (Footballspieler) (* 1924), US-amerikanischer Footballspieler
- Jack Myers (Musiker) (1937–2011), US-amerikanischer Bassist
- Jack Elliott Myers (1941–2009), US-amerikanischer Dichter
- James Myers (Politiker) (1795–1864), US-amerikanischer Politiker
- James E. Myers (1919–2001), US-amerikanischer Musiker
- Jason Myers (* 1991), US-amerikanischer American-Football-Spieler
- Jefferson Myers (1863–1943), US-amerikanischer Jurist und Politiker (Demokratische Partei)
- Jerome Myers (1867–1940), US-amerikanischer Maler
- Jimmy Myers (* 19**), US-amerikanischer Musiker
- John Myers (Schauspieler), Schauspieler
- John Franklin-Myers (* 1996), US-amerikanischer American-Football-Spieler
- John Joseph Myers (1941–2020), US-amerikanischer Geistlicher, Erzbischof von Newark
- John Myers Myers (1906–1988), US-amerikanischer Autor
- John T. Myers (1927–2015), US-amerikanischer Politiker
- Joseph Myers, deutscher Singer-Songwriter
- Josh Myers, (* 1998), US-amerikanischer American-Football-Spieler

### K
- Kenneth Myers (1896–1974), amerikanischer Rudersportler
- Kevin Myers (* 1947), irischer Journalist
- Kim Myers (* 1966), US-amerikanische Schauspielerin
- Krisy Myers (* 1978), kanadische Eisschnellläuferin
- Kyle Myers (* 1986), amerikanischer YouTube-Partner, siehe FPSRussia

### L
- L. W. Myers (* um 1905), walisische Badmintonspielerin
- Lee Roy Myers (* 1977), kanadischer Pornofilm-Produzent, Regisseur und Drehbuchautor
- Leo Myers (1881–1944), britischer Schriftsteller
- Leonard Myers (Politiker) (1827–1905), US-amerikanischer Politiker
- Leonard Myers (Footballspieler) (1978–2017), US-amerikanischer American-Football-Spieler
- Line Myers (* 1989), dänische Handballspielerin
- Lou Myers (Autor) (1915–2005), US-amerikanischer Cartoonist und Autor
- Lou Myers (1935–2013), US-amerikanischer Schauspieler
- Louis Myers (1929–1994), US-amerikanischer Bluesmusiker
- Lynn Myers (* 1951), kanadischer Politiker

### M
- Marshevet Myers (* 1984), US-amerikanische Sprinterin
- Matt Myers (Schiedsrichter) (* 1983), US-amerikanischer Basketball-Schiedsrichter
- Matt Myers (* 1984), britischer Eishockeyspieler, siehe Matthew Myers
- Matthew Myers (* 1984), britischer Eishockeyspieler
- Meg Myers (* 1987), US-amerikanische Singer-Songwriterin
- Michael Myers (Richter) (1873–1950), neuseeländischer Jurist und Richter
- Michael Myers (Politiker) (* 1943), US-amerikanischer Politiker
- Michael Myers (Fußballspieler) (* 1968), costa-ricanischer Fußballspieler
- Michael Myers (Footballspieler) (* 1976), US-amerikanischer American-Football-Spieler
- Mike Myers (* 1963), kanadischer Schauspieler
- Mike Myers (Baseballspieler), US-amerikanischer Baseballspieler

### N
- Norman Myers (1934–2019), britischer Naturschützer

### P
- Paul Myers (Musiker) (* 1962), kanadischer Musiker
- Paul Myers (Produzent) (* 1967), britischer Musikproduzent
- Paul Zachary Myers (* 1957), US-amerikanischer Biologe
- Pete Myers (* 1963), US-amerikanischer Basketballspieler
- Philip A. Myers, US-amerikanischer Ozeanograf, Paläolimnologe und Paläoklimatologe
- Philip Myers (Musiker) (* 1949), US-amerikanischer Hornist
- Philip Myers (Zoologe) (* 1947), US-amerikanischer Mammaloge und Hochschullehrer
- Philippe Myers (* 1997), kanadischer Eishockeyspieler

### R
- Randy Myers (* 1962), US-amerikanischer Baseballspieler
- Ransom A. Myers (1952–2007), kanadischer Umweltschützer
- Richard Myers (Songwriter) (1901–1977), US-amerikanischer Songwriter und Theaterproduzent
- Richard B. Myers (* 1942), US-amerikanischer General
- Richard E. Myers (* 1934), US-amerikanischer Politiker (Demokrat)
- Richard E. Myers II (* 1967), US-amerikanischer Bundesrichter und ehemaliger Universitätsprofessor
- Richard M. Myers (* 1954), US-amerikanischer Genetiker und Biochemiker
- Richard P. Myers (1947–2010), US-amerikanischer Politiker (Republikaner)
- Richie Myers (1930–2011), US-amerikanischer Baseballspieler
- Rita Myers (* 1947), amerikanische Künstlerin
- Rob Myers (* 1986), US-amerikanischer American-Football-Spieler
- Robert Myers (Footballspieler) (* 1991), US-amerikanischer American-Football-Spieler
- Robert C. Myers (* vor 1986), kanadischer Physiker
- Robert Hill Myers (1856–1921), kanadischer Jurist und Politiker
- Rocky Myers, US-amerikanischer Schauspieler und Model
- Rodes K. Myers (1900–1960), US-amerikanischer Politiker
- Rollo Hugh Myers (1892–1985), britischer Musikkritiker und Musikschriftsteller
- Rosemary Myers, australische Regisseurin und Drehbuchautorin
- Russell Myers (* 1938), US-amerikanischer Cartoonist
- Ruth Myers (* 1940), britische Kostümbildnerin

### S
- Sam Myers (1936–2006), US-amerikanischer Musiker und Songschreiber
- Sandra Myers (* 1961), spanische Leichtathletin
- Shawn Myers (* 1969), trinidadisch-britischer Basketballspieler
- Stanley Myers (1930–1993), britischer Filmkomponist
- Stephen Myers (* 1946), britischer Physiker und Elektroingenieur
- Stewart Myers (* 1940), US-amerikanischer Ökonom
- Sumner Byron Myers (1910–1955), US-amerikanischer Mathematiker

### T
- Tamara Myers (* 1993), bahamaische Dreispringerin
- Terrell Myers (* 1974), US-amerikanisch-britischer Basketballspieler
- Tom Myers, Tontechniker und Tongestalter
- Tyler Myers (* 1990), kanadischer Eishockeyspieler

### U
- Umi Myers (* 2000), britische Schauspielerin

### V
- Viola Myers (1927–1993), kanadische Leichtathletin

### W
- Walter Myers (Mediziner) (1872–1901), britischer Arzt und Toxikologe
- Walter Dean Myers (1937–2014), US-amerikanischer Schriftsteller
- Walter Kendall Myers (* 1937), US-amerikanischer Regierungsbeamter
- William Myers (Politiker) (1854–1933), englischer Politiker
- William R. Myers (1836–1907), US-amerikanischer Politiker